# Фу Тяньюй
Фу Тяньюй (кит. трад. 付•天余 англ. Fu Tianyu, род. 16 июля 1978, г. Цицикар провинции Хэйлунцзян) — китайская шорт-трекистка. Участвовала в Олимпийских играх в Турине, пятикратная чемпионка мира. Окончила в 2010 году Пекинский университет физического воспитания (магистр). 

## Спортивная карьера
Фу Тяньюй была из провинции Хэйлунцзян, откуда редко появлялись шорт-трекисты. Она родилась в семье хоккеистов, и когда ей было 3 или 4 года, мать стала водить её на каток, где постепенно увлеклась катанием на коньках. Она начала заниматься шорт-треком в возрасте 11 лет и впервые дебютировала на международном уровне в 1999 году на зимней Универсиаде в словацком Попраде, где завоевала бронзовую медаль на дистанции 3000 метров. 
Следующие 3 года она не участвовала на крупных турнирах, а в 2002 году на чемпионате мира в Монреале выиграла серебро в эстафете, а следом серебряную медаль на командном чемпионате мира в Милуоки. В октябре Фу впервые выступила на Кубке мира в Корее, где заняла второе, третье и четвёртое места. За свою карьеру она выиграла 29 золотых, 32 серебряных и 10 бронзовых наград на этапах Кубка мира. 
В 2003 году на мировом первенстве в Варшаве Фу заняла 3 место на дистанции 500 метров и золото в эстафете и очередное серебро на командном чемпионате в Софии. В сезоне 2004/05 года на чемпионатах мира в Гётеборге и Пекине она взяла четыре медали, бронзу на 500 и серебро на 1000 метров, а также две серебряные медали в эстафетах.
Начало 2006 года Фу провела на Олимпийских играх в Турине, но на своей дистанции 500 метров она дошла до финала, где получила дисквалификацию. То же самое вышло и в эстафете, где вместе Ян Ян (A), Ван Мэн и Чэн Сяолэй их дисквалифицировали в финале.
Зато на чемпионате мира в американском Миннеаполисе Фу заняла второе место на 500 метров и выиграла золото с партнёршами в эстафете, доказав, что в финале Олимпиады была несправедливая ошибка. 
В следующие 2 года она выиграла серебро и бронзу в эстафете и серебро и золото в командных чемпионатах мира, а также золото 2007 года на Азиатских играх. В июле 2008 года она была факелоносцем огня зимних Олимпийских игр в своём родном городе. В последнем сезоне 2008/09 года она заняла 4 место в общем зачёте Кубка мира на дистанции 500 метров, а также выиграла командную золотую медаль на командном чемпионате мира в Херенвене. В январе 2010 года она объявила о завершении карьеры.

## Карьера тренера
После завершения карьеры Фу Тяньюй окончила учебу в Пекинском университете физического воспитания, а в 2010 году уехала в Соединенные Штаты для дальнейшего обучения в Университете Бейти. Позже работала в компании Garden State Speedskating (GSS) Нью-Джерси старшим тренером по шорт-треку.

## Личная жизнь
6 мая 2012 года Фу Тянью вышла замуж за Сяо Чэня. На свадьбе присутствовали многие звёзды шорт-трека, в том числе её подруги Ван Мэн и Чжоу Ян.